# Pööravere
Pööravere – wieś w Estonii, w prowincji Parnawa, w gminie Halinga.